# Réception de l'indu en droit québécois
La réception de l’indu en droit québécois est l’action par laquelle un individu qui a effectué un paiement peut demander sa restitution. Celui-ci doit donc avoir exécuté un paiement qu’il n’avait pas à effectuer. En effet, pour qu’il y ait un véritable paiement, il doit y avoir, au départ, une dette. Il est normal que ce qui a été payé sans qu’il y ait obligation soit sujet à la réception de l’indu.
Sous le régime du Code civil du Bas-Canada, il était question du quasi-contrat qui résultait de la réception d’une chose non due. La doctrine et la jurisprudence y faisaient référence sous l’appellation « paiement de l’indu » ou « répétition de l’indu ». C’est le législateur qui utilisa l’expression « réception de l’indu » dans le nouveau Code civil du Québec en 1991. Les articles 1491 et 1492 du Code civil reprennent presque intégralement les règles du droit antérieur sur la question.
Pour qu’on puisse profiter de la réception de l’indu, la situation doit respecter certaines conditions. Tout d’abord, il doit y avoir une absence d’obligation, puis le paiement doit avoir été effectué par erreur ou pour éviter un préjudice, de plus dans certains cas le créancier devra avoir conservé ses droits. Il est ensuite intéressant de comprendre les effets de la réception de l’indu. L’effet principal est évidemment la restitution des prestations. Il existe deux sortes de restitution, soit en nature ou soit par équivalent. De plus, dans certains cas, il y aura des indemnités accessoires. Il est également important de noter que les effets de la réception de l’indu ne seront pas totalement identiques, qu’il s’agisse d’une personne protégée ou non.

## Articles du Code civil du Québec
« Section II
De la réception de l'indu
1491. Le paiement fait par erreur, ou simplement pour éviter un préjudice à celui qui le fait en protestant qu'il ne doit rien, oblige celui qui l'a reçu à le restituer.
Toutefois, il n'y a pas lieu à la restitution lorsque, par suite du paiement, celui qui a reçu de bonne foi a désormais une créance prescrite, a détruit son titre ou s'est privé d'une sûreté, sauf le recours de celui qui a payé contre le véritable débiteur.
1492. La restitution de ce qui a été payé indûment se fait suivant les règles de la restitution des prestations. »

## Les conditions
Les articles 1491 et 1492 du Code civil du Québec énoncent les conditions préalables à la réception de l’indu. En s’appuyant sur ces articles, le juge Richard Landry, dans le jugement Nadon c. Cormier de la Cour du Québec, énumère les trois conditions qui donnent lieu à la réception de l’indu. Ces trois conditions sont la présence « [d’] un paiement », « [d’] une absence de dette » et « que le paiement a été fait par erreur ». C’est le demandeur de l’action en répétition de l’indu qui a le fardeau de prouver que ces trois conditions sont dûment remplies.

### Absence de dette
Pour donner lieu au paiement de l’indu, aucune obligation ni dette ne doivent exister, tout au moins entre les solvens et les accipiens. Les auteurs Jean-Louis Baudouin et Pierre-Gabriel Jobin, dans leur traité sur Les obligations, écrivent à ce sujet :

« Il ne peut y avoir réception de l'indu dans l'hypothèse où le solvens est véritablement débiteur du plein montant de la somme ou de la chose à l'égard de l'accipiens-créancier, en vertu d'un lien d'obligation de nature contractuelle ou légale.  En effet, celui qui paye ce qu'il doit exécute l'obligation à laquelle il était tenu et éteint celle-ci valablement. »

Trois situations pourront donc se présenter, toutes remplissent la condition d’absence de dette.

#### L’obligation n’a jamais existé
C’est le cas où le solvens a effectué un paiement pour une dette qui n’existe pas ou qui n’existait plus. Par exemple, un héritier paie une dette en conformité avec un testament qui a été révoqué, à son insu, par un testament plus récent. C’est également le cas du solvens qui paie une dette qui a déjà été payée ou qui paie plus que ce qu’il doit. Dans tous ces derniers cas, le solvens remplit la deuxième condition de la réception de l’indu.

#### L’obligation existe, mais dans un rapport avec un créancier autre que le véritableaccipiens
C’est le cas très simple où un solvens, qui est le vrai débiteur d’une créance, effectue un paiement à quelqu’un qui n’est pas le véritable accipiens de la créance. Il n’y a donc pas d’obligation  entre le solvens et l’accipiens.

#### L’obligation existe, mais dans un rapport avec une personne autre que lesolvens
C’est la situation où le véritable créancier reçoit paiement de sa créance, mais par le mauvais débiteur. Il y a vraisemblablement une dette, mais c’est la mauvaise personne qui a effectué le paiement. Il y donc absence d’obligation entre le solvens et l’accipiens
Les articles 1047 et 1048 du Code civil du Bas-Canada (C.c.B.C.) avaient créé une ambiguïté qui sera corrigée par le nouveau Code. En effet, l’article 1047 C.c.B.C. faisait état de la deuxième situation d’absence de dette, l’erreur sur l’accipiens. Ensuite, l’article 1048 C.c.B.C. était explicite : « celui qui paie une dette, s’en croyant erronément le débiteur, a droit de répétition contre le créancier. », l’article faisait état de la troisième situation d’absence dette. Même si la jurisprudence reconnaissait la première situation qui implique une erreur sur le créancier, le législateur en 1866 ne l’a pas intégrée dans le Code civil. Le Code civil du Québec corrigea cette difficulté en faisait une disposition d’une portée beaucoup plus générale, l’article 1491 C.c.Q. : « Le paiement fait par erreur […] oblige celui qui l’a reçu à le restituer. »

### Paiement fait par erreur ou pour éviter un préjudice
Le paiement n’est pas une condition qui pose beaucoup de problème au niveau de son analyse car le paiement est à la base et est essentiellement la cause de l’action en réception de l’indu. Le solvens doit tout de même faire la preuve de ce paiement. Le paiement volontaire d’une obligation naturelle n’occasionne pas la réception de l’indu . C’est tout à fait normal, car payer volontairement et en toute connaissance de cause une dette naturelle, c’est payer ce qui est dû. Cependant, le solvens qui paie une obligation naturelle croyant qu’il est tenu par une obligation civile peut profiter du régime de la réception de l’indu .
Si le solvens effectue un paiement en sachant très bien qu’il ne doit rien à l’accipiens, il faudra considérer ce paiement comme étant une intention libérale. C’est donc dire que l’erreur est une condition essentielle à l’action en réception de l’indu . Dans l’arrêt Société nationale de fiducie c. Robitaille, le juge Turgeon écrivait : « L’erreur est une des conditions essentielles pour donner lieu à la réception de l’indu et le fardeau de la preuve repose sur les épaules du réclamants que l’on appelle généralement le solvens. »  Cette action implique nécessairement une erreur de la part du solvens, que cette erreur soit de fait ou de droit. L’accipiens quant qu’à lui, n’a pas nécessairement besoin d’avoir fait une erreur, puisque le Code envisage indirectement que l’accipiens soit de mauvaise foi.
La jurisprudence a étendu à la réception de l’indu, la position contenue dans le Code civil du Québec en matière de vices du consentement. La juge Suzanne Courteau de la Cour supérieure s’est exprimé ainsi :

« En conséquence, en application de plusieurs principes reconnus d'interprétation des lois, le Tribunal estime pouvoir utiliser la même notion d'erreur en matière de réception de l'indu que celle que le législateur a imposée au chapitre des vices de consentement. »

Donc, tout comme l’erreur inexcusable ne permet pas d’obtenir la nullité du contrat, elle ne permet pas d’obtenir la répétition de l’indu.
D’autre part, si un paiement a été effectué dans le cadre d’un contrat qui sera par la suite annulé ou résolu, il y aura en quelque sorte un paiement fait par erreur. Mais la preuve de cette erreur ne sera pas nécessaire. En effet, cette situation est directement visée par le régime de la restitution des prestations. 
Enfin, l’article 1491 C.c.Q. codifie la situation du solvens qui effectue un paiement volontairement, tout en sachant qu’il ne doit rien, mais dans le but d’éviter un préjudice. Ainsi celui qui paie parce qu’il est contraint ou forcé, tout en sachant ne rien devoir, peut prouver qu’il ne doit rien et réclamer la restitution de son paiement. On doit prendre la contrainte dans un sens relativement large. Elle inclut donc celui qui paye sous protêt, celui qui paye volontairement et celui qui paye par ignorance, afin d’éviter un préjudice, car dans les trois cas le paiement a été effectué sous contrainte. Le législateur a tout de même énoncé une limite. En effet, le solvens doit manifester le fait qu’il ne reconnaît pas l’existence de la dette et qu’il ne renonce pas à la répétition de l’indu . Lors d’un procès par exemple, le solvens doit faire le paiement sous protêt.

### L’accipiens doit avoir conservé ses droits
Dans le cas de la troisième situation décrite plus haut, celle où celui qui reçoit le paiement est le véritable créancier de l’obligation, mais où celui qui a effectué le paiement n’est pas le bon débiteur, le Code civil exige une troisième condition pour avoir recours au régime de la réception de l’indu. Le créancier doit avoir conservé ses droits. L’article 1491 al. 2 C.c.Q. énonce les différentes situations qui peuvent arriver.
Dans un premier temps, si l’accipiens détruit son titre de créance après avoir reçu le paiement de la dette qu’il croyait éteinte, il n’y aura pas lieu à la réception de l’indu. Il en est ainsi car il serait difficile par la suite, pour l’accipiens, de prouver sa créance à l’encontre du véritable débiteur. Cette solution peut paraître injuste, mais il ne faut pas oublier que c’est le solvens qui a effectué une erreur. Encore faut-il que l’accipiens soit de bonne foi . De plus, la restitution du paiement n’aura également pas lieu si l’accipiens s’est privé d’une sûreté sur sa créance ou s’il a désormais une créance prescrite.

#### Prescription
À moins qu’une loi particulière fixe un délai autre pour une situation précise, l’action en réception de l’indu se prescrit dans un délai de trois ans à compter du jour du paiement.
Lorsque l’ensemble de ces conditions seront remplies, il y aura effectivement paiement de l’indu et le solvens pourra exercer l’action en réception de l’indu .